# Brüggeney genannt Hasenkamp

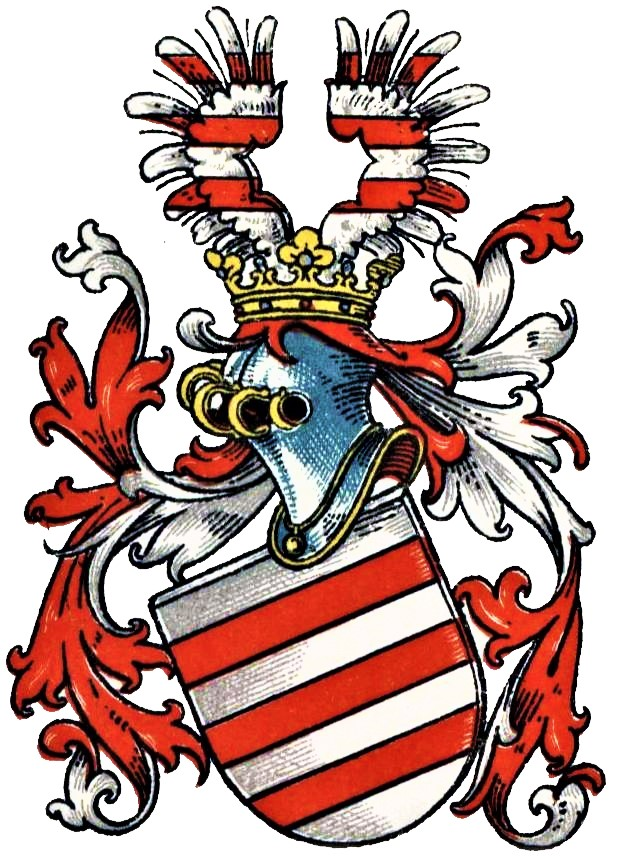
Wappen derer von Brüggeney im Wappenbuch des Westfälischen Adels

Die Herren von (der) Brüggeney genannt Hasenkamp (auch: Brüggenoye, Brucgenoye, Bruytgenoye o. ä.) waren ein westfälisches Adelsgeschlecht.

## Geschichte
Das Geschlecht stammt aus der Grafschaft Mark. Die Familie erscheint urkundlich erstmals mit Winemarus de Bruggenoge im Jahr 1268. 1348 erhielten sie von den Grafen von Limburg-Stirum das nach ihnen benannte Haus Brüggeney im Kirchspiel Stiepel als Lehen. Zu diesem Zeitpunkt war auch das ebenfalls in Stiepel gelegene Gut in der Becke im Besitz der Familie. Ab 1450, nach dem Erwerb von Haus Hasenkamp, ebenfalls in Stiepel, wurde die Familie auch „Hasenkamp“ genannt. 1481 kam Haus Weitmar in die Familie. Zwischenzeitlich waren auch Haus Dorneburg im Herner Stadtteil Eickel, Haus Marck bei Hamm und Haus Stockum in Werne in Familienbesitz.
Die Herren von Munkenbeck waren offenbar eine Seitenlinie der Brüggeney genannt Hasenkamp.
Unter dem Namen Hasenkamp machte die Familie Karriere im Baltikum und stellte zwei Landmeister des Deutschen Ordens in Livland. 1461 wurde ihr Stammsitz Haus Brüggeney an die Herren von Heiden veräußert.
Mit dem Tod des unverheirateten Johann von Hasenkamp zu Weitmar starb das Geschlecht 1764 aus.

## Persönlichkeiten
- Wennemar (Waldemar) von Brüggenei († 1402), 1389–1401 Landmeister des Deutschen Ordens in Livland
- Wennemar von Hasenkamp (1444–1496), Drost des Amts Bochum
- Wessel von der Brüggeney genannt Hasenkamp, 1530 Domherr zu Osnabrück und Hildesheim
- Hermann von Brüggenei († 1549), 1535–1549 Landmeister des Deutschen Ordens in Livland

## Wappen
Blasonierung: In Silber drei rote Balken. Auf dem gekrönten Helm ein offener Flug wie der Schild bezeichnet. Die Helmdecken sind rot-silbern.
In frühen Siegeln sind die drei Balken im Schildhaupt bzw. als Schrägbalken dargestellt.